# 罗髫渔
罗髫渔（1902年—1988年），原名罗懋其（懋琪），笔名陈和山，男，四川古宋人，中国历史学家、教育家，曾任第五、六届全国政协委员。

## 家庭
妻子谭勤先。